# 六条遺跡
六条遺跡（ろくじょういせき）は、兵庫県芦屋市清水町に位置する弥生時代前期から近世にかけての複合遺跡。

## 概要
芦屋市清水町の南東部、標高約10メートル - 15メートルの場所に位置する。
1987年（昭和62年）に実施された埋蔵文化財調査によって発見された。遺跡名は、武庫郡精道村成立以前の旧四か村中の津知村の小字名により付けられた。発掘調査の結果、平安時代末から鎌倉時代前期にかけて（12世紀 - 13世紀）の井戸や「加」と書かれた墨書土器などが出土している。
現地の清水公園には解説板が設置されている。

## 主な遺構
・井戸
・土坑
・溝

## 主な遺物
- 土師器
- 須恵器
- 陶磁器類
- 墨書土器